# Håkan Gustafsson
Håkan Gustafsson, född 1961, är en svensk jurist.
Håkan Gustafsson blev jur.kand. vid Lunds universitet 1990. Han var adjunkt vid juridiska institutionen vid Göteborgs universitet 1996–2003, disputerade i januari 2003 på avhandlingen Rättens polyvalens och blev docent i allmän rättslära 2004. Han var universitetslektor vid Göteborgs universitet 2003–2011 och professor i rättsvetenskap vid Göteborgs universitet 2011–2014. Gustafsson var adjungerad domare vid Kammarrätten i Göteborg en period under 2014. Gustafsson var under en period 2018 adjungerad domare vid Hovrätten för Västra Sverige i Göteborg. 2014 till 2022 var han professor i allmän rättslära vid Karlstads universitet. Gustafsson är sedan 2022 åter professor i rättsvetenskap vid Göteborgs universitet.

Gustafsson är aktiv i den offentliga rättspolitiska debatten, bland annat kring tvångsvård enligt Lagen mend särskilda bestämmelser om vård av unga (LVU). Han är författare till boken Dissens: Om rättsligt vetande (Iustus förlag). Ur Joel Samuelssons recension av boken: "Skall man läsa Gustafssons bok? Det är klart man skall det, om man är intresserad, till exempel av juridikens grundfrågor, eller av tillståndet i svensk rättsteori. Här har vi ett större arbete härrörande från ett av den svenska rättsvetenskapens mest spännande författarskap i dagsläget, ett intressant stilistiskt experiment tillika det mest ambitiösa och koncisa sentida försöket att formulera det radikala, realistiskt-materialistiska alternativet." (Juridisk Tidskrift, nr 3, 2012/2013, s. 726).